# 治平镇
治平乡，是中华人民共和国甘肃省平凉市静宁县下辖的一个乡镇级行政单位。

## 行政区划
治平乡下辖以下地区：
后沟村、刘河村、大庄村、雷沟村、朱堡村、安宁村、伍坪村、柳沟村、陈峡村、马合村、杨店村和阴坡村。